# Agnosthaetus imitator
Agnosthaetus imitator (лат.) — вид жуков-стафилинид рода Agnosthaetus из подсемейства Euaesthetinae (Staphylinidae). Эндемик Новой Зеландии. Название происходит от латинского imitator, имитатор или имитирующий, относящегося к его общему сходству с Agnosthaetus orongo.

## Описание
Мелкие жуки-стафилиниды, длина около 3 мм. Основная окраска желтоватая и красновато-коричневая. Данный вид можно отличить от всех других видов из рода Agnosthaetus по сочетанию полукруглого глаза, узкой дорсальной тенториальной борозды, отчётливого зубца в основании ментума; развит заднегрудной плевральный гребень и отсутствует микроскульптура на голове и груди. Эдеагус можно отличить от эдеагуса сходных видов A. orongo и A. aorangi по отчётливо выпуклым сторонам апикальной части срединной лопасти и удлиненной апикальной лопасти парамера, а также четырём мелким щетинкам на внутренней парамеральной части. Апикальный край лабрума несёт 16—26 зубцов у самцов и 19—22 у самок. Крылья отсутствуют. Голова, пронотум и надкрылья гладкие. Глаза крупные (занимают почти половину боковой стороны головы). Усики 11-члениковые. Нижнечелюстные щупики состоят из 4 сегментов, а нижнегубные 3-члениковые. Лабиум с парой склеротизированных шипиков. III—VII-й абдоминальные сегменты без парасклеритов. III-й абдоминальный тергит слит со стернитом, образуя кольцевидный сегмент. Базальный членик задних лапок отчётливо вытянутый и длиннее двух последующих тарзомеров. Обладают формулой лапок 5—5—4.
Местообитание: широколиственно-нотофагусная зона; кустарники альпийской олеарии Olearia. Образцы были взяты из различных типов подстилки и мха. Фенология: январь; ноябрь. Высота над уровнем моря: 800–1250 м.

## Систематика
Вид был впервые описан в 2011 году американским энтомологом Дэйвом Кларком в 2011 году (Clarke, 2011) и включён в состав рода Agnosthaetus. Этот вид больше всего похож на Agnosthaetus aorangi и Agnosthaetus orongo.